# Astragalus hamosus
Astragalus hamosus är en ärtväxtart som beskrevs av Carl von Linné. Astragalus hamosus ingår i släktet vedlar, och familjen ärtväxter. Inga underarter finns listade i Catalogue of Life.